# Wolfgang Maaß (Redakteur)
Wolfgang Maaß (* 2. Januar 1955 in Rotenburg an der Wümme) ist ein deutscher Wirtschaftsjurist. Er ist Gesellschafter-Geschäftsführer der Brühlsche Universitätsdruckerei in Gießen und war bis Mai 2014 Verleger und Chefredakteur des Gießener Anzeigers.
Maaß studierte Rechts- und Wirtschaftswissenschaften an der Justus-Liebig-Universität in Gießen und war im Anschluss daran von 1980 bis 1984 wissenschaftlicher Assistent und promovierte zum Dr. jur.
Er war von 1984 bis 1987 für die Deutsche Bank AG tätig, wo er bis zum Prokurist in der Bankzentrale in Frankfurt aufstieg. 1987 wechselte Maaß in die Geschäftsleitung des Gießener Presse- und Druckhauses, wo er ab 1990 zusätzlich für die Chefredaktion verantwortlich war.
Er war bis 2014 Vorsitzender des Verbands Hessischer Zeitungsverleger und Präsident der IHK Gießen-Friedberg, die ihn nach 12-jähriger Präsidentschaft zum Ehrenpräsidenten ernannte. Er ist weiterhin im Hochschulrat der Justus-Liebig-Universität Gießen. und im Verwaltungsrat der Sparkasse Gießen.

## Werke
- Gießen auf den zweiten Blick, Gießen : Brühlscher Verl., 2003, ISBN 3-922300-57-X (Herausgeber)